# Petra Kaprasová
Petra Kaprasová (* 8. Dezember 1971) ist eine tschechische Rennrodlerin.
Petra Kaprasová lebt in Smržovka. Sie rodelt seit 1981. Auf internationaler Ebene debütierte sie erst in einem für Sportler eher fortgeschrittenen Alter von 35 Jahren in der Saison 2006/07 im Rennrodel-Weltcup. Beste Platzierung war dort ein 22. Rang in ihrem ersten Rennen in Cesana. In der Gesamtwertung wurde sie 29. Einen Platz besser schnitt sie bei den Rennrodel-Weltmeisterschaften 2007 in Igls ab. Im Mannschaftswettbewerb wurde sie mit dem tschechischen Team Neunte. Ein Jahr später erreichte sie im Einzelwettkampf in Oberhof in 29. Platz. Im gleichen Jahr wurde sie bei der Europameisterschaft in Cesana 22. Nachdem ihr bestes Saisonergebnis ein elfter Rang in Winterberg war, schloss sie den Weltcup 2007/08 als 32. ab. In der nachfolgenden Saison gelang ihr ein siebenter Platz beim Weltcupauftakt in Igls. Kaprasová beendete diese Weltcupsaison auf dem 31. Rang. Bei den Rennrodel-Weltmeisterschaften 2009 im US-amerikanischen Lake Placid verpasste sie als 26. den Einzug in den Finaldurchgang. Im Teamwettbewerb erreichte sie zusammen mit Jakub Hyman, Lukáš und Antonín Brož den siebenten Platz. Die Rennrodel-Europameisterschaft 2010 in Sigulda, Lettland, schloss sie mit einem 19. Platz im Einzel sowie einem sechsten Platz in der Staffel ab. Den Weltcup 2009/10 beendete sie als 37.